# Трибоэлектрический эффект

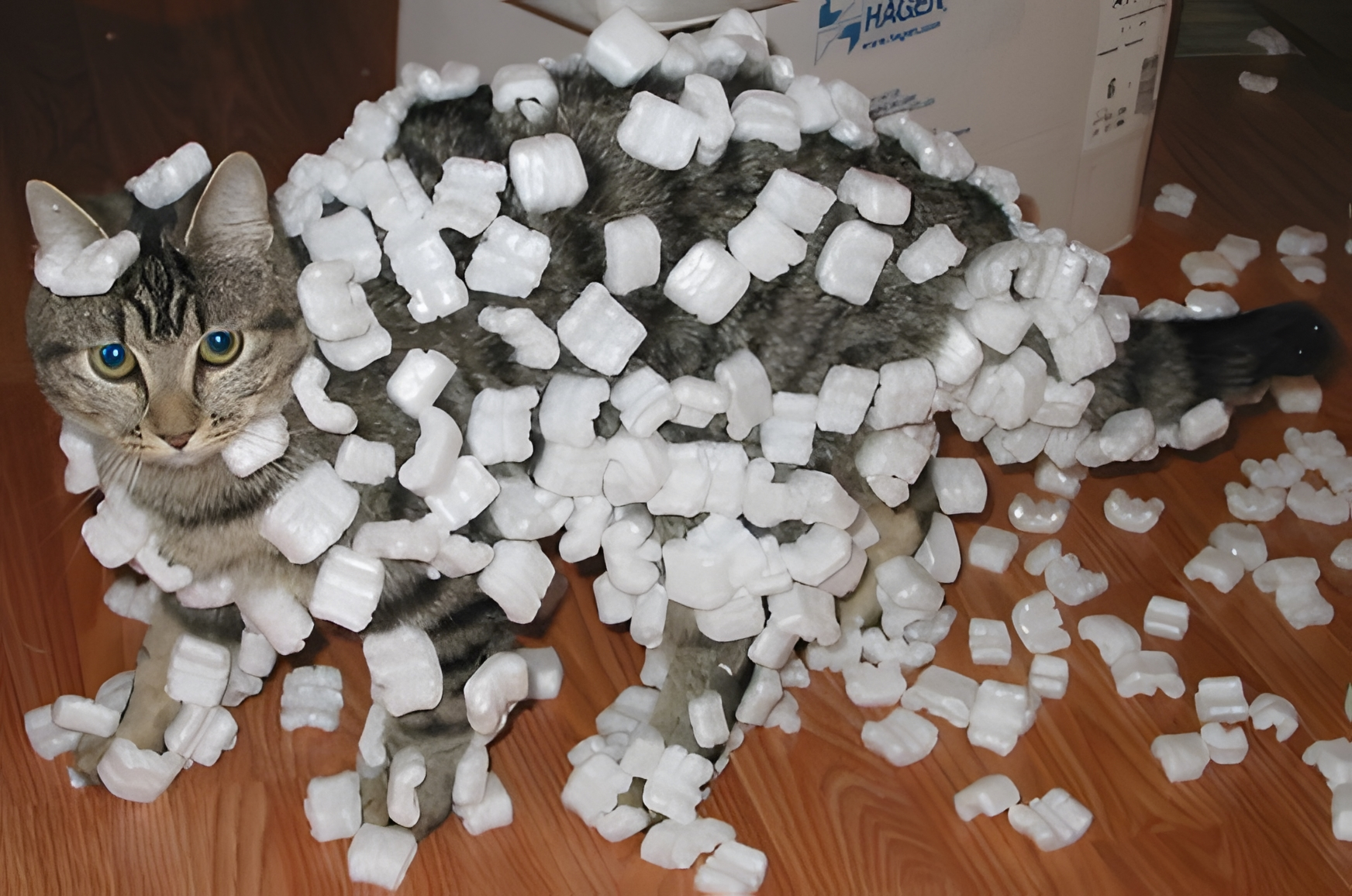
Трибоэлектрический эффект вызывает накопление электрического заряда на поверхности меха вследствие движений кошки.

Трибоэлектрический эффект — появление электрических зарядов в материале из-за трения. Является типом контактной электризации, в которой некоторые материалы становятся электрически заряженными после того, как они входят в фрикционный контакт с другим материалом. Ранние эксперименты с электричеством эпохи античности, такие, как опыты Фалеса с янтарными палочками, были связаны с трибоэлектрическим эффектом, само слово «электричество» было образовано в связи с этими опытами от греческого названия янтаря (др.-греч. ἤλεκτρον: электрон).
Материалы, проявляющие трибоэлектрический эффект, принято располагать в трибоэлектрический ряд, один конец которого является положительным, а другой — отрицательным. При трении пары материалов из ряда, материал, расположенный ближе к положительному концу ряда, зарядится положительно, а другой — отрицательно. Первый трибоэлектрический ряд был опубликован И. Вильке в 1757 году.
Обычно положительно заряжаются материалы с большей диэлектрической проницаемостью (так называемое правило Коэна). Всеобъемлющая теория электризации пока не построена, как правило Коэна, так и сам трибоэлектрический ряд являются эмпирическими закономерностями: существуют много различных рядов, и даже относительное положение в ряду не всегда описывает ход процесса. Например, известно трибоэлектрическое кольцо: в паре шёлк-стекло стекло заряжается отрицательно, в паре стекло-цинк отрицательно заряжается цинк, в паре цинк-шёлк отрицательно заряжается шёлк, тем самым упорядоченность вообще отсутствует.